# Europs birmanica
Europs birmanica es una especie de coleóptero de la familia Monotomidae.

## Distribución geográfica
Habita en Birmania.